# 拉丁字母發展史

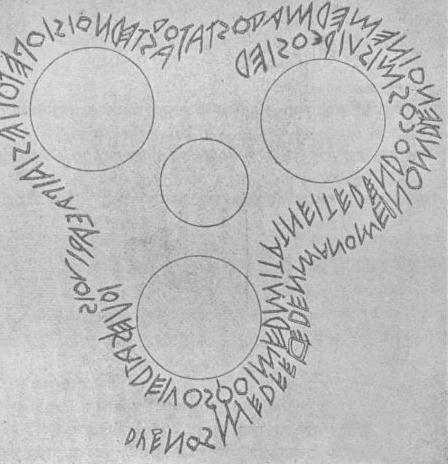
估計在公元前6世紀製作的Duenos inscription是現時古意大利字母的最早期型態。

拉丁字母大約在公元前7世紀出現，經歷了大約2500年歷史的轉變，成為今時今日的樣式，是現時世上應用最廣泛的書寫系統。

## 起源
一般相信拉丁字母源於希臘字母西部分支優卑亞字母。大約在公元前7世紀時，羅馬人從古希臘人在今日南意大利建立的大希臘殖民地的人民學會使用文字。這種源於庫邁城的古文字成為了當時剛冒現的各種古意大利字母的其中一員。
根據羅馬的傳說，拉丁字母是由女預言家西碧的兒子Evander在特洛伊戰爭發生前的60年引進羅馬的。這種說法未有得到歷史的支持。
從庫邁字母中，古代的意大利人發展出埃特魯斯坎字母。這套埃特魯斯坎字母有26個字母，而羅馬人從這26個字母中只採納了21個字母，成為了拉丁字母的雛型：
|   |   |   |   |   |   |   |   |   |   |   |   |   |   |   |   |   |   |   |   |   |
| A | B | C | D | E | F | Z | H | I | K | L | M | N | O | P | Q | R | S | T | V | X |

當中：
- C用來表示/g/，
- I用來表示/i/及/j/，
- V用來表示/u/及/w/。

## 古拉丁語時期
由於一般人傾向使用C，它在這時期可以同時表示/g/和/k/，K不受歡迎而邊緣化。
大約在公元前3世紀時，Z被放棄，而其位置則被G所取代。在這時候，/g/和/k/的载体又再变化：C現時只代表/k/，而G則只代表/g/。
古拉丁语既可自右向左书写亦可折行书写，而公元前1世纪起则基本自左向右书写。
| A | B | C | D | E | F | G | H | I | K | L | M | N | O | P | Q | R | S | T | V | X |

## 古典拉丁語時期
羅馬皇帝克勞狄一世在未登基前曾發明過三個新字母，用來完善當時的拉丁字母。這三個新字母在克勞狄登基後，亦曾一度通行，但在克勞狄死後就被人遺忘了。不過在公元前1世紀，當希臘被羅馬帝國征服之後，Y和Z分別被引進和再引進到拉丁字母中，並放置到最後。在這時，拉丁字母的成員擴展至23個：
| 字母             | A    | B     | C     | D      | E    | F    | G     | H     | I     | K            | L            | M         |
| ---------------- | ---- | ----- | ----- | ------ | ---- | ---- | ----- | ----- | ----- | ------------ | ------------ | --------- |
| 名稱             |      |       |       |        |      |      |       |       |       |              |              |           |
| 發音 (以IPA標音) | /aː/ | /beː/ | /keː/ | /deː/  | /eː/ | /ef/ | /geː/ | /haː/ | /iː/  | /kaː/        | /el/         | /em/      |
| 字母             | N    | O     | P     | Q      | R    | S    | T     | V     | X     | Y            | Y            | Z         |
| 名稱             |      |       |       |        |      |      |       |       |       |              |              |           |
| 發音 (以IPA標音) | /en/ | /oː/  | /peː/ | /kʷuː/ | /er/ | /es/ | /teː/ | /uː/  | /eks/ | /iː ˈgraika/ | /iː ˈgraika/ | /ˈdzeːta/ |

有部份字母的名稱有爭議。一般來說，羅馬人並不會跟希臘人一樣使用傳統閃語族的字母名稱，而是有它的獨特命名法則：
1. 除了C、K和Q以外，每個塞音之後接上/eː/來作為字母的名稱，
2. 對於C、K和Q，三個字母用了不同的母音來分辨（這種做法亦演變成日後拉丁語系語言的拼寫法則），
3. 在每個持續輔音之前加上/e/作名稱，
4. 所有母音以字母本身作名稱，
5. 對於兩個新加入的字母：
  1. Y字的名字最初估計是叫作「hy」（/hyː/），但後來改了作，意思就是「希臘人的i」。這很大可能是因為說拉丁語的人難以分辨/i/和/y/這兩個音。
  2. Z字採用原來的希臘語名稱，即zeta。

早期的文字都是在石碑或建築物上的銘刻。這種書體被稱為「銘刻體」。當文字抄寫在莎草紙或獸皮書上時，因為抄寫工具的轉變，使字體亦跟隨作出相應的調整。這種書體，被稱為「粗俗體大寫」。

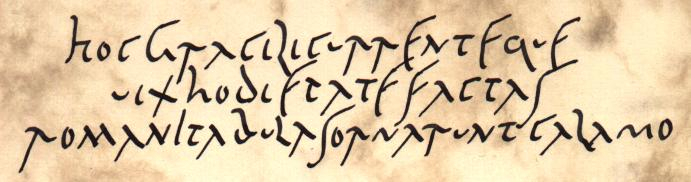
公元100年的羅馬草書體的複製本。內容："Hoc gracili currenteque / vix hodie patefactas / Romani tabulas ornarunt calamo" ("With this slender and running pen the Romans decorated writing tablets, which today scarcely have been brought to light.")

「羅馬草書體」或「拉丁草書體」是一種於日常書信往來使用的字體，是從銘刻的大楷字體演變出來。一般用於商人在日常記帳、又或學童學習字母時、甚或羅馬帝皇在發司號令時使用。比較正式的書體有羅馬方體，但在非正式場合，草書體使用起來比較快捷。這種羅馬草書體從公元前1世紀到公元後3世紀通行，但相信在更早的時間就已存在。
參看：粗俗體大寫、羅馬方體

## 近古時代
在晚期古希臘羅馬時代(亦作近古時代)，透過拉丁語作傳播媒體，拉丁字母的應用範圍隨着羅馬帝國的擴張亦從意大利半島擴展到環地中海地區；不過帝國的東部，包括希臘、小亞細亞、黎凡特及埃及繼續沿用希臘語作通用語。當通行拉丁語的帝國西部陷落以後，拉丁語繼續演化成為當地的本土語言，例如：法語、意大利語、葡萄牙語、西班牙語及加泰隆尼亞語等各種羅曼語族的語言。這些語言一直到現在還在使用拉丁字母。
參看：西哥德文字、羅馬草書體

## 中世紀
大約在1300年左近，W才以一個獨立字母的姿態出現。
另一方面，小楷字體亦是在中世紀時期從新羅馬草書體演變出來。大約在4世紀時，一種名為「安色爾字體」（又譯「安自爾字體」）的書體從大楷文字演變出來。這種文字後來又再演變成為了小楷文字的雛型。不過，古羅馬的文字在銘刻、正式的文件及需要強調的文字中依舊保留原來的風格。後來，大楷和小楷字體開始在文字裡分工：大楷字體只用於段落及句子的開首和專有名詞，而其他情況轉用了小楷。大小寫的規則隨着時代轉變及不同的語言而有所不同，直到現在亦如是。舉個例子：在古英語裡絕少看到專有名稱的第一個字母用大寫，但從18世紀開始的現代英語卻變得跟今日的德語一樣，所有名詞的第一個字母都用大寫。
安色爾字體除了演化成後來的小楷文字以外，源自愛爾蘭的島風字體亦是從安色爾字體演化而來的。這種獨特的書體隨着塞爾特人在歐洲的活動而傳播。直到今日，有不少角色扮演遊戲都特意採用這種島風字體來塑做出一種中世紀的情懷。
隨着拉丁文在歐洲大陸的傳播，拉丁文的應用變得廣泛。因此，不少常用的詞語或詞幹都被簡化，以使抄寫更便捷。這些各種簡化及變體，以及各種歐洲語言對拉丁文字的適應修改，都被後世統稱為中古拉丁文字變體 (Scribal abbreviation)。
在北歐生活的日耳曼語族人口本來一直都使用如尼字母，但自從西方基督教的傳播，他們亦漸漸改用拉丁字母。這趨勢後來更影響到位於波羅的海周邊的其他民族的語言，例如：立陶宛語、拉脫維亞語，以及其他非印歐語系的語言，例如：芬兰-乌戈尔语族的芬蘭語、愛沙尼亞語及匈牙利語。在中世紀時期，西斯拉夫語族的語言人口亦採用了拉丁字母，包括了今日的波蘭人、捷克人、斯洛伐克人、斯洛文尼亞人、克羅地亞人等民族的祖先。這些民族在接納了羅馬天主教的同時，亦接納了拉丁字母；相反的，他們在東部的兄弟民族─說東斯拉夫語族語言的民族，他們信奉東正教，並使用西里爾字母。
直到1492年，拉丁字母的應用仍然只在西歐、北歐及中歐；在東歐及東南歐的人大多數都使用西里爾字母；東地中海地區說希臘語的民族依然在使用希臘字母；而隨着伊斯蘭教的傳播，阿拉伯字母在這些地區通行，不只阿拉伯人，波斯、伊朗、印尼、中亞及非洲北部的人都在使用。在亞洲的其他地方，若不是使用從婆羅米文字演變出來的文字，就是在使用漢字。

簡化后的中世紀字體的演化

參看：卡洛林小草书体、島風字體、安色爾字體、中古拉丁文字變體

## 早現代時期
大約在16世紀，I與J這兩個字母開始分化；雖然U與V的分化亦間中出現，但這分別要到18世紀才成為標準。
隨着印刷術於文藝復興後期的傳播，拉丁字母的字體開始出現，都是根據中世紀時的多種小楷字體而設計的。
參看：哥德體

## 現代時期

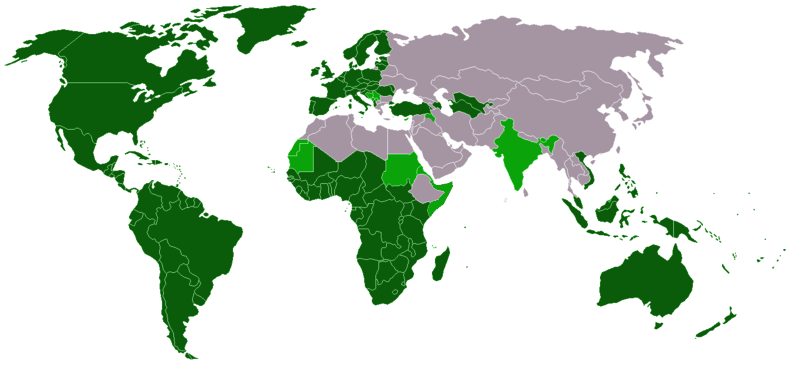
拉丁字母在世界的分佈。深綠色的部份是以拉丁字母為主要書體的國家，而淺綠色的是拉丁字母在當地與其他字母共存

到了18世紀，拉丁字母的標準才跟我們現在所使用的相同，有26個不同的字母。
在殖民主義時期，拉丁字母開始在全世界廣泛傳播，主要被用於書寫過往沒有文字的語言，特別是透過基督教的傳播，用於聖經的翻譯本上。透過這些活動，拉丁字母從歐洲傳播至南北美洲、大洋洲、亞洲的部份及非洲，伴隨着西班牙語、葡萄牙語、英語、法語及荷語的進入。
到了18世紀後期，羅馬尼亞人亦轉了使用拉丁字母：雖然羅馬尼亞語亦是羅曼語族的成員，但當時的羅馬尼亞人主要還是信奉東正教，直到18世紀之前，他們還一直在使用西里爾字母。另外，在法國管治下的越南亦採納了以拉丁字母為基礎的國語字來書寫越南語，以取代過去使用的漢字和字喃。拉丁字母亦成為了南島語系諸語的書寫系統：過往在馬來群島上各種語言都是使用阿拉伯字母或其各自從婆羅米文字演變而來的字母，到這時都轉用了拉丁字母，例如：馬來語、印尼語、他加祿語等。
1928年，土耳其共和国國父穆斯塔法·凯末尔·阿塔土克為準備新成立的國家實施改革，決定採用拉丁字母來書寫土耳其語，以代替過往鄂圖曼帝國時代的阿拉伯字母。與此同時，在中亞地區的突厥諸語都一同轉用一種約在1930年代成型的統一土耳其字母。這些語言包括有：塔塔爾語、巴什基爾語、阿塞拜疆語、哈薩克語、吉爾吉斯語等。在1940年代，在前蘇聯總書記斯大林的指令下，這些中亞地區的語言都改用了西里爾字母來書寫他們的語言。到了1991年蘇聯解體之後，這些地區有不少新成立的國家再度重新使用拉丁字母取代西里爾字母。這些新成立的國家計有：阿塞拜疆、烏茲別克及土庫曼。
1958年，中華人民共和國亦為普通話訂立了一套以拉丁字母為基礎的拼音方案，是為漢語拼音方案，以方便儿童以及外國人學習普通話。不過，在當地依然以漢字作為讀寫的主要形式。之后，也为少数民族制定了用拉丁字母书写的文字，如壮文、布依文等。
西斯拉夫語及大多數南斯拉夫語都使用拉丁字母，而不是西里爾字母，或多或少反映了主流宗教對大眾的影響。當中，波蘭語用上了好幾種特別的標音符及二字符字母來表示其獨特的語音，例如：ł(代表了一種近以/w/的音)。在捷克語，亦有使用háček(意思是：小鉤)來增加可用的字母。「háček」這個字本身就是源自捷克語。此外，在克羅地亞語及拉丁化了的塞爾維亞語亦有採用加了「小鉤」的字母，例如：「č」、「š」、「ž」，以及加了尖音符的ć和加了橫杠的đ。信奉東正教的國家一般使用西里爾字母，因為它與希臘字母比較相近。現時，塞爾維亞語同時在使用拉丁字母及西里爾字母兩套不同的書體系統。

## 參看
- 字母發展史
- 衍生拉丁字母